# Racine carrée d'une matrice
En mathématiques, la notion de racine carrée d'une matrice particularise aux anneaux de matrices carrées la notion générale de racine carrée dans un anneau.

## Définition
Soient un entier naturel n  non nul et M une matrice carrée d'ordre n à coefficients dans un anneau A. Un élément R de Mn(A) est une racine carrée de M si R2 = M.
Une matrice donnée peut n'admettre aucune racine carrée, comme un nombre fini voire infini de racine carrées.

## Exemples
Dans M2(ℝ) : 
- {\displaystyle {\begin{pmatrix}1&-4\\0&2\end{pmatrix}}} est une racine carrée de {\displaystyle {\begin{pmatrix}1&-12\\0&4\end{pmatrix}}\ ;}
- pour tout réel x, la matrice {\displaystyle {\begin{pmatrix}1&x\\0&-1\end{pmatrix}}} est une racine carrée de {\displaystyle {\begin{pmatrix}1&0\\0&1\end{pmatrix}}\ ;}
- {\displaystyle M={\begin{pmatrix}1&0\\0&-1\end{pmatrix}}} n'a pas de racine carrée réelle R, car cela imposerait {\displaystyle 0\leq (\det(R))^{2}=\det(R^{2})=\det(M)=-1} (mais elle en a dans M2(ℂ)).

Dans M2(ℂ), la matrice {\displaystyle M={\begin{pmatrix}0&1\\0&0\end{pmatrix}}} n'a pas de racine carrée, parce qu'elle est non nulle mais de carré nul (on dit qu'elle est nilpotente d'indice 2). En effet, une racine carrée R serait aussi nilpotente (de puissance 4e nulle), or toute matrice nilpotente de taille 2 est de carré nul. On aurait donc M = R2 = 0, ce qui n'est pas le cas.
De manière plus générale, si M admet une forme de Jordan
où les scalaires λi sont les valeurs propres de M, alors toute matrice de la forme
avec f étant la fonction racine carrée sur une des branches est une racine carrée de M.

## Inverse
Si R est une racine carrée de M alors R est inversible si et seulement si M l'est.
Si une matrice est inversible, les racines carrées de son inverse sont les inverses de ses racines carrées.

## Matrice positive
Toute matrice symétrique à coefficients réels est diagonalisable via une matrice de passage orthogonale, et elle est positive si et seulement si ses valeurs propres sont des réels positifs ou nuls. Par ailleurs, si une matrice S est diagonalisable alors son carré a mêmes sous-espaces propres (associés aux carrés des valeurs propres de S). Par conséquent, parmi les racines carrées d'une matrice symétrique positive M, une et une seule est symétrique positive : la matrice S qui a mêmes sous-espaces propres que M et dont les valeurs propres associées sont les racines carrées respectives de celles de M. De plus, lorsque M est définie positive, S l'est aussi.
Pour les matrices à coefficients complexes, la situation est la même en remplaçant « symétrique » par « hermitienne » et « orthogonale » par « unitaire » .

## Algorithme de calcul
Le calcul d'une racine carrée d'une matrice A peut s'effectuer par convergence d'une suite de matrices. 

### Algorithme de Newton
On cherche une matrice X telle que X2 = A. En considérant une matrice Xr qui approche X par Xr + E = X. On en déduit un schéma itératif pour le calcul de la racine carrée d'une matrice A sous la forme d'une équation de Sylvester :
{\displaystyle {\begin{aligned}X_{k}E_{k}+E_{k}X_{k}&=A-X_{k}^{2},\\X_{k+1}&=X_{k}+E_{k}.\end{aligned}}}
On peut simplifier en une équation, qui rappelle le schéma de la méthode de Newton :
{\displaystyle X_{k+1}=X_{k}+{\frac {1}{2}}(A-X_{k}^{2})X_{k}^{-1},}
mais cette forme peut induire des problèmes de stabilité.

### Algorithme de calcul de Denman-Beavers
Soit Y0 = A et Z0 = I où I est la matrice identité. Chaque itération repose sur :
{\displaystyle {\begin{aligned}Y_{k+1}&={\tfrac {1}{2}}(Y_{k}+Z_{k}^{-1}),\\Z_{k+1}&={\tfrac {1}{2}}(Z_{k}+Y_{k}^{-1}).\end{aligned}}}
La convergence n'est pas garantie (même si A possède une racine carrée) mais si elle a lieu alors la suite Yk converge de façon quadratique vers A1/2, tandis que la suite Zk converge vers son inverse, A–1/2 ,.

## Racine carrée d'un opérateur positif
En théorie des opérateurs (en), un opérateur borné P sur un espace de Hilbert complexe est positif (en) si et seulement s'il existe (au moins) un opérateur borné T tel que P = T* T, où T* désigne l'adjoint de T. En fait, si P est positif, il existe même un unique opérateur Q positif (donc autoadjoint) tel que P = Q2. Cet opérateur Q, obtenu par calcul fonctionnel continu, est appelé la racine carrée de P et appartient au bicommutant de P.